# 5 Wileńska Brygada Piechoty
5 Wileńska Brygada Piechoty (5 BP) – brygada piechoty Polskich Sił Zbrojnych.
Brygada została sformowana w marcu 1943 roku, w wyniku połączenia 3 i 4 Brygady Strzelców. Wchodziła w skład 5 Kresowej Dywizji Piechoty. Prowadziła działania obronne nad Sangro, walczyła pod Monte Cassino, a następnie w Apeninie Emiliańskim. Jej bataliony blokowały Anconę. Szlak bojowy zakończyła udziałem w bitwie bolońskiej. Po zakończeniu działań wojennych pozostawała w składzie wojsk okupacyjnych we Włoszech. W czerwcu 1946 została przewieziona do Anglii, a od 7 września rozpoczęto zapisy do Polskiego Korpusu Przysposobienia i Rozmieszczenia. Zdecydowana większość jej żołnierzy pozostała na emigracji.

## Walki brygady

### Działania obronne nad Sangro
5 Wileńska Brygada Piechoty swój chrzest bojowy przeszła w terenie górskim wysokiego Apeninu nad rzeką Sangro. Zima 1944 przejęła ona stanowiska obronne od jednostek dywizji marokańskiej. Jej bataliony obsadziły pozycje obronne w rejonie San Biagio. Zamykały ważną drogę prowadzącą na zaplecze ugrupowań alianckich.
W obronie odcinka "Wilnianie" współdziałali z podporządkowanym dowódcy 5 KDP włoskim Primo Ragruppamento Motorizzato. Działalność bojowa wileńskich strzelców polegała przede wszystkim na organizowaniu systemu patroli, zasadzek i wypadów. Przeciwnikiem były oddziały niemieckiej 5 Dywizji Górskiej.
Podczas trzytygodniowych walk obronnych nad Sangro oddziały polskie ponosiły straty głównie od ognia nieprzyjacielskiej artylerii i moździerzy.

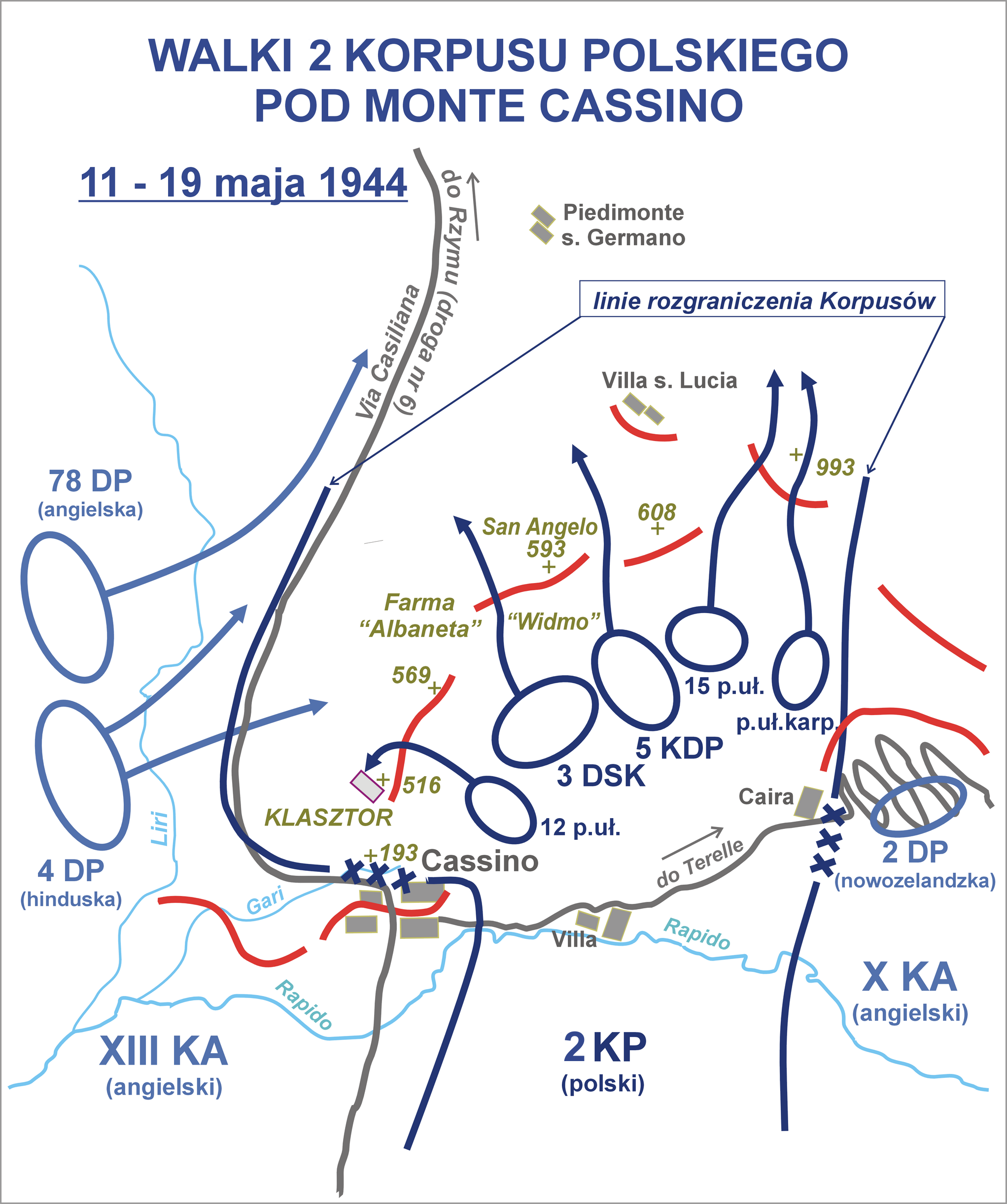
Bitwa o Monte Cassino

### Udział w bitwie o Monte Cassino
Brygada wysłała swój 14 batalion na pozycje osłonowe 5 KOP. Zajął on stanowiska na południowo-zachodnich stokach grzbietu Monte Castellone - wzgórza 706. Na wprost "Żbików" znajdowało się najeżone bunkrami "Widmo" i przełęcz, oddzielająca ten grzbiet od kluczowej pozycji niemieckiej obrony - San Angelo - wzgórza 575. Pozostałe bataliony uderzyły na nieprzyjaciela w nocy 11/12 maja. 15 batalion "Wilków" otrzymał zadanie przekroczenie górnej części Widma i zdobycie San Angelo. 14 batalion "Żbików" przy wsparciu czołgów 4 ppanc i samobieżnych dział 7 pappanc miał opanować południową część wzgórza 517, a następnie zdobycie wzgórza 575.
Trudne warunki terenowe oraz brak wcześniejszego rozpoznania sprawiły, że mimo przejściowych sukcesów, zadania tego bataliony nie wykonały. Stany osobowe obu tych batalionów zmniejszyły się niemal do połowy.
17 maja ruszyło kolejne natarcie. Zginęli w nim dowódca 13 baonu - ppłk Władysław Kamiński i jego zastępca - mjr Jan Żychoń, a ranny został dowódca 15 baonu ppłk Wiktor Stoczkowski. Oba wileńskie bataliony przyczyniły się walnie do zdobycia kluczowej pozycji niemieckiej obrony -wzgórza San Angelo. Poniosły jednak przy tym bardzo dotkliwe straty.

### Walki nad Adriatykiem - Ancona

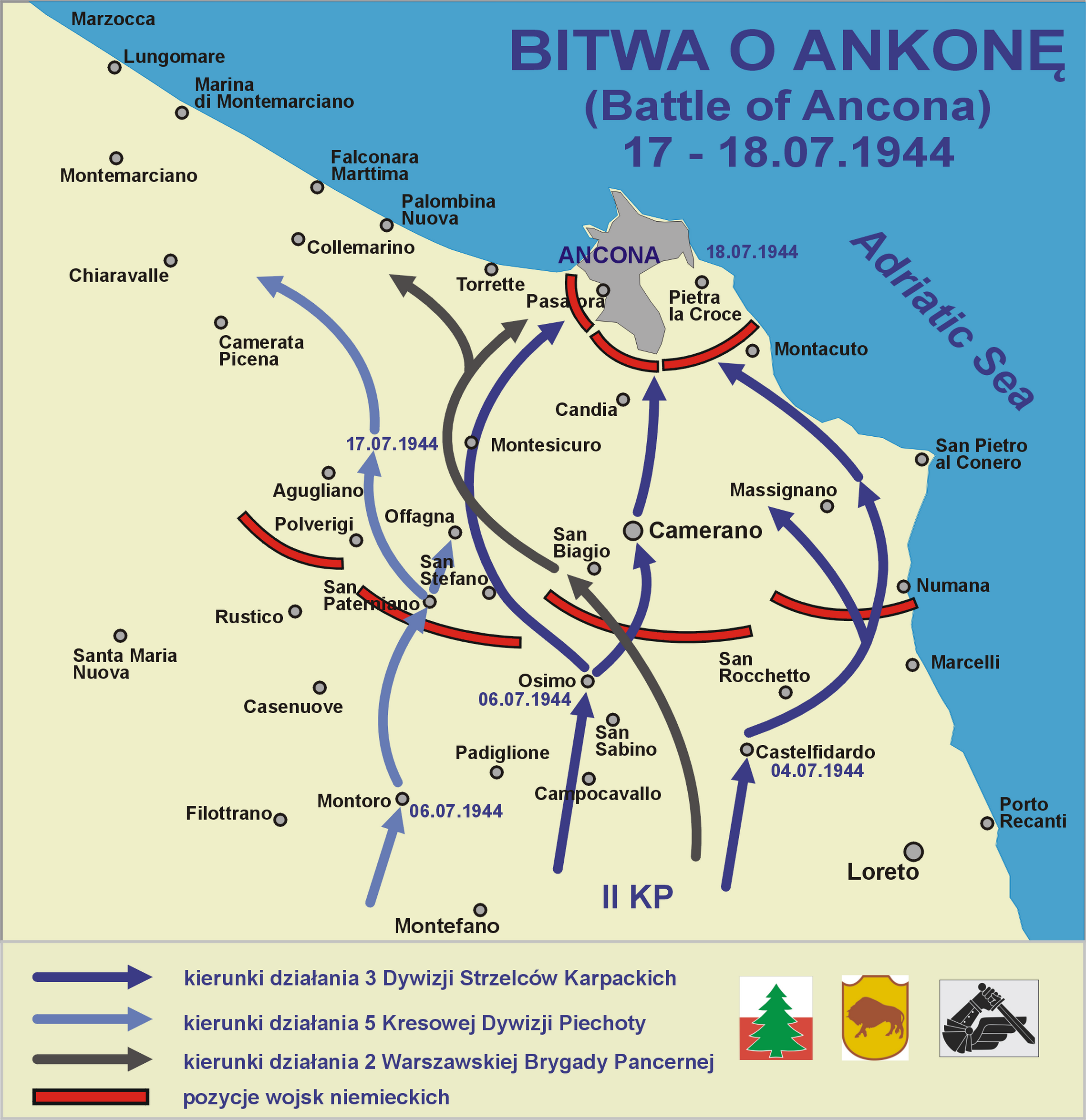
Bitwa o Anconę

Niespełna miesiąc po bitwie o Monte Cassino jednostki polskie zostały skierowane na odcinek nadadriatycki. 2 Korpus działał tu na samodzielnym kierunku. Jego celem miał być port Ancona.
5 Wileńska Brygada Piechoty weszła ona do walki 4 lipca – w drugiej fazie bitwy. Wspierała oddziały 6 Lwowskiej Brygady Piechoty operujące w widłach rzek Fiumicello i Musone.
5 lipca 15 batalion wzmocniony czołgami 4 ppanc zdobył m. Montoro, a 13 batalion zajął Santa Margherita i Cura Nuova. 6 lipca baon "Wilków" przekroczył Musone w okolicach S. Paulina, a "Żbiki" wsparte szwadronem 15 p.uł. zdobyły Palazzo del Cannone.
9 lipca baon "Rysiów" zdobył rubież stanowiącej dogodną linię wyjściową do natarcia na główną niemiecką linię obrony Ankona - Palazzo Simonetti.
W dniach 17-19 lipca w okresie głównej bitwy o Anconę brygada przełamywała niemiecką linię obrony na wzgórzach Monte delIa Crescia (360) - San Stefano. Natarcie rozpoczął o 6:30 z rejonu Palazzo Simonetti 13 batalion, który po dwóch godzinach walk zdobył San Paterniano. 15 batalion i przydzielony 3 Batalion Strzelców Karpackich wsparte czołgam i później wprowadzonym 14 batalionem, około 13:00 opanowały cały grzbiet Monte della Crescia - S. Stefano, a w nocy miejscowość Offagna.
Okrążane wojska niemieckie wycofały się z Ancony. 18 lipca o 14:30 szwadrony Pułku Ułanów Karpackich wkroczyły przez Bramę św. Stefana do miasta.
W sierpniu 5 Wileńska BP walczyła między rzekami Misa i Czesano. 5 sierpnia jej 15 batalion zdobył m. Ripe, a 9 sierpnia La Croce. 10 sierpnia 13 batalion opanował ważny punkt oporu Monterado. Dzięki działaniom brygady wojska niemieckie zostały odrzucone na taką odległość, która umożliwiła uruchomienie portu w Anconie.
W dniach 18-22 sierpnia 2 Korpus walczył nad Metauro.
Bataliony wileńskie rozpoczęły działania 19 sierpnia, zajmując Monte San Martino, Castelvecchio i Monteporzio. 21 sierpnia 13 batalion opanował grzbiet M. Grigioni, a 15. "Wilków" - m. San Giorgio di Pesaro. Wprowadzony do walki 14 batalion 22 sierpnia zdobył Piagge. 22 sierpnia 5 Wileńska BP zluzowała wyczerpane walkami pułki pancerne 2 BPanc i obsadziła stanowiska na wzgórzach nad Metauro. Zwycięstwo Polaków umożliwiło bezkolizyjne wprowadzenie do walki kanadyjskiego 1 Korpusu i 5 Korpusu brytyjskiego.
14. i 15 batalion strzelców wzięły udział w pierwszej fazie walk o Linię Gotów. 26 sierpnia bataliony przekroczyły Metauro w rejonie Pilone i Borgo Lucrezia. Po opanowaniu Rio Secco i Ponte Murello wzięły następnie udział w zdobyciu ważnego punktu strategicznego Monte delle Forcie.
13 batalion uczestniczył także w manewrze okrążającym prowadzonym przez 1 Brygadę SK. 2 września batalion przekroczył umocnień nad rzeką Foglia i zajął wzgórza Monte Badia i Roncaglia.

### Działania w Apeninie Emiliańskim
Celem działań w Apeninie Emiliańskim było wsparcie nacierających się z trudem z Rimini na Bolonię wojsk sprzymierzonych. Walki toczyły się w niezmiernie ciężkim, niemal bezdrożnym terenie górskim, w niesprzyjających warunkach atmosferycznych. Jedyną nadającą się do ruchu pojazdów mechanicznych na rozmokłej, pociętej rzekami i kanałami Nizinie Padańskiej drogą była Via Emilia.
Brygada weszła do działania 18 października 1944. Jej 13 batalion zdobył m. Santa Sofia, a 20 października - m. Galatea. Wprowadzane kolejno bataliony 14. i 15. opanowały M. Sambucheto i M. Altaccio. 22 października rozwijając powodzenie 14 batalion zajął Monte Grosso a 15. - wzgórza M. Spino i M. delle Forche. Następnego dnia 15 batalion zajął dolinę rz. Bidente zdobywając przy tym m. Strada San Zeno. Na tej rubieży oddziały 5 Brygady zluzowała 6 Lwowska Brygada Piechoty.
6 listopada, z rubieży wzgórz położonych na południe od Forli, brygada powtórnie weszła do działania. 7 listopada jej 14 batalion zajął Monte Testo, a 8 listopada 15 batalion opanował Monte Casalude. W tym samym dniu 13 batalion zdobył Monte Agostino. 10 listopada brygada całością sił weszła w dolinę rzeki Montone w okolicach Castrocaro.
Po przegrupowaniu sił, 13 listopada batalion "Wilków" opanował Monte Cerreto nad Terra del Sole. Pozostałe bataliony zdobyły ważne punkty strategiczne ConverselIe (15 XI) i Fattoria (17 XI).
18 listopada 5 Wileńska Brygada Piechoty zluzowana została przez bataliony 2 Brygady Strzelców Karpackich.
Działania wileńskiej brygady przyczyniły się walnie do zajęcia przez działające wzdłuż Via Emilia dywizje brytyjskie stolicy prowincji Forli.

### Udział w bitwie o Bolonię

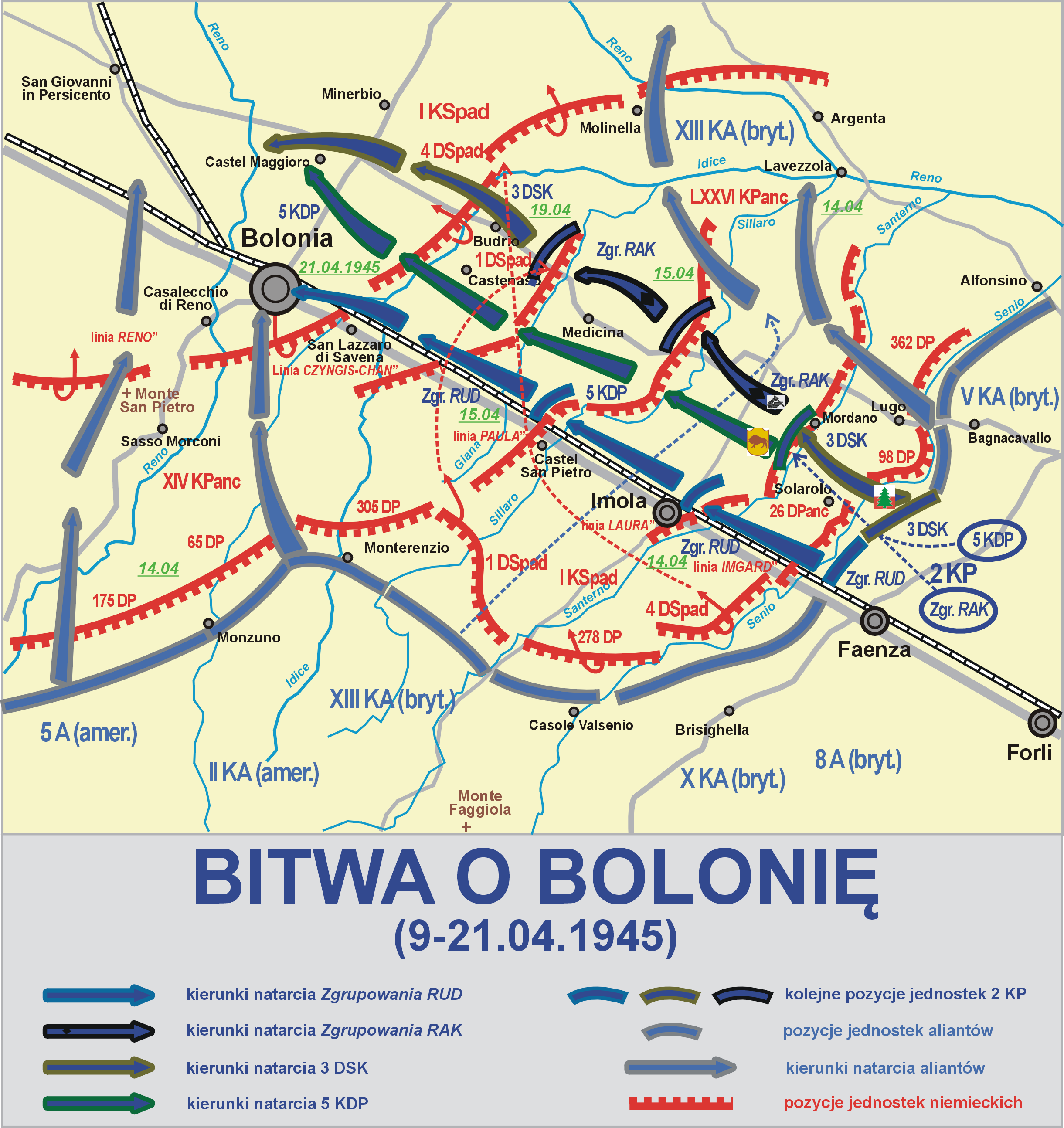
Bitwa o Bolonię

W styczniu 1945 brygada obsadziła odcinek nad rzeką Senio w rejonie Riolo dei Bagni-Cufiano. Prowadziła tam walki pozycyjne. Jej bataliony działały systemami patroli, rozpoznając położenie wojsk przeciwnika.
Na początku marca brygada obsadziła 3-kilometrowy odcinek między jednostkami Grupy "Rud" a nowozelandzką 2 Dywizją Piechoty. Pod koniec miesiąca 14 Wileński Batalion Strzelców odparł w walce wręcz wypad niemieckiej wzmocnionej kompanii piechoty, biorąc 14 jeńców, w tym jej dowódcę.
Na początku kwietnia nastąpiło przegrupowanie jednostek II Korpusu do bitwy bolońskiej. Brygada stanowiła odwód Grupy "Rud". Po przełamaniu obrony przez oddziały 3 DSK i utworzeniu przyczółków za Santerno, 13 kwietnia weszły do działania: 6 Lwowska Brygada Piechoty i grupa pościgowa "Rak".
Dopiero 17 kwietnia 5 Brygada zluzowała brygadę lwowską, a jej bataliony wsparte szwadronami Pułku Ułanów Karpackich, sforsowały kanał Laghetto i dotarły do rzeki Gaiana.
19 kwietnia brygada wzmocniona 6 Pułkiem Pancernym rozpoczęła forsowanie. Przeciwnikiem była niemiecka 1 Dywizja Spadochronowa. W godzinach popołudniowych 13 Wileński Batalion Strzelców, wsparty czołgami i 2 zmotoryzowaną kompanią komandosów, przekroczył Gaiana i dotarł do kanału Fossatone. Piechota zdobyła Cento di Budrio.
Tymczasem pozostałe bataliony brygady dotarły do rzeki Quaderna i ruszyły do przodu celem odcięcia Niemcom drogi odwrotu z Bolonii w rejonie linii kolejowej Bologna-Budrio-Portomaggiore.
Tak zakończyła swój udział 5 Wileńska Brygady Piechoty w operacji bolońskiej i całej kampanii włoskiej.

## Skład organizacyjny i obsada personalna

### Organizacja 5 BP
- Kwatera Główna 5 Wileńskiej Brygady Piechoty
- 13 Wileński Batalion Strzelców "Rysiów"
- 14 Wileński Batalion Strzelców "Żbików"
- 15 Wileński Batalion Strzelców "Wilków"

### Obsada personalna Dowództwa 5 BP

#### dowódca
- płk dypl. Jerzy Grobicki (7 III 1943 - 15 III 1943)[9]
- płk Józef Giza (15 III 1943 - 22 IX 1943)[10][11]
- płk Wincenty Kurek (24 IX 1943 - 17 V 1944)[12]
- ppłk dypl. Feliks Henryk Machnowski (17 V - 4 VI 1944)[13]
- ppłk/płk dypl. Henryk Piątkowski (4 VI - 5 XI 1944)[14]
- ppłk dypl. Wacław Jacyna (5 XI 1944 - 1947)[14]

#### zastępca dowódcy brygady
- ppłk dypl. Władysław Niewiarowski (12 III 1942 - XI 1943)[15]
- ppłk dypl. Feliks Henryk Machnowski (do 17 V 1944)
- ppłk Wiktor Stoczkowski (5 VI - 8 X 1944)[16]
- ppłk Leon Gnatowski (28 X 1944 - 1947)[17]

#### szef sztabu
- mjr dypl. Wacław Jacyna do 22 V 1944
- mjr dypl. Piotr Harcaj do 20 X 1944[17]
- kpt. dypl. Henryk Śniady (20 X 1944 -[17]

## Symbole brygady
Odznaka brygadowa
Odznaka wykonana na motywie krzyża Monte Cassino, na który nałożona jest tarcza herbowa. Tło tarczy pokryte emalią amarantową, na której umieszczono Pogoń litewską w kolorze starego srebra. Górna część tarczy pokryta białą emalią z inicjałami 5 WBP. Wymiary odznaki: 44 x 40 mm. Mocowana do górnej, lewej kieszeni gładką nakrętką.
| Hymn brygady Choć ziemia niewolą zbroczona W kajdanach dziś jęczy i tkwi Zachodem i wschodem zniszczona, Z popiołów powstanie i krwi. Nikt granic nam Polski nie zmieni Nie zmieni wytycznych nam dróg Pobici - lecz nie zwyciężeni Powstaniem, bo tak chce sam Bóg. Nie złamał nas Sybir, cierpienia, Ni piekło pustyni, ni znój, Idziemy bez chwili zwątpienia, Z wiarą w zwycięstwo - na bój ... Wkroczymy w radosnej paradzie Do wiosek wileńskich i chat, Sen ziścić o pługu i szpadzie, Sen wielu minionych już lat. Naprzód Wileńska Brygado, Nic dość o ziemi swej śnić Dojdziemy orężną gromadą, Polskę wyzwolić - by żyć! K. Badura; Egipt 1944 | Idą Żubry Przez śniegi północy, przez tundry i dale Mkną Rysie i Żbiki i Wilków gromada Do Polski wciąż zdąża uparcie, wytrwale Po wolność Ojczyzny, Wileńska Brygada. Idą Żubry brodate Brać to harda i silna Na ich czele "Ryś" - "Tata" Wiedzie prosto do Wilna. Przez Iran górzysty, irackie pustynie Pod skwarem południa nikt w marszu nie pada. Jak fala potężna do Kraju popłynie Po wolność Ojczyzny, Wileńska Brygada. Idą Żubry brodate ... Przez Iran górzysty, irackie pustynie Na szlaku Sułkowski, więc tropem pradziada Przez słońce Italii, czy szczyty Bałkanów Popłynie do Polski Wileńska Brygada Idą Żubry brodate ... A. Kolator |